# Vršitelj dužnosti
Vršitelj (v.d.), nositelj ili obnašatelj dužnosti, mandatar ili inkumbent (engl. incumbent) pojmovi su koji označavaju osobu koja obnaša neku određenu javnopolitičku ili upravljačku dužnost.
Pojmovi mandatar i inkumbent najčešće označavaju obnašatelja neke političke dužnosti, poput predsjednika, tajnika, glasnogovornika, ravnatelja i sl. 
Vršitelj dužnosti ima istovrsno značenje, ali najčešće odnosi na kratkotrajno vođenje određene dužnosti, u svrhu zamjenika ili privremenog obnašatelja. To se najčešće odnosi na službenike u prijelaznom razdoblju između dvaju Vlada, za vrijeme političke krize ili u razdoblju između završetka i primopredaje dužnosti.
Izraz inkumbent prvenstveno se koristi u SAD-u i drugim državama engleskog govornog područja, i to u kontekstu izbora za javne dužnosti na koje se dolazi manje ili više neposrednim izabiranjem pojedinačnih kandidata. Stoga je taj izraz karakterističan za države s predsjedničkim sustavom ili većinskim izbornim sustavom.